# Henri Wijnoldy-Daniëls
Henri Jacob Marie Wijnoldy-Daniëls (ur. 26 listopada 1889 w Sliedrecht, zm. 20 sierpnia 1932 w Cabourgu) – holenderski szermierz, dwukrotny medalista igrzysk olimpijskich.

## Życiorys
Zdobył brązowy medal w szabli drużynowo na igrzyskach olimpijskich w 1920 w Antwerpii. W turnieju indywidualnym był dziewiąty, wygrywając cztery z jedenastu pojedynków rundy finałowej. Wystąpił tam również w szpadzie indywidualnej (odpadł w ćwierćfinałach) i drużynowej (7. miejsce). Kolejny medal zdobył na igrzyskach olimpijskich w Paryżu w 1924. Wspólnie z Adrianusem de Jongiem, Jetze Doormanem, Hendrikiem Scherpenhuijzenem, Janem van der Wielem i Maartenem van Dulmem był trzeci w szabli drużynowej. W szpadzie drużynowej i florecie drużynowym, w których Holendrzy odpadli odpowiednio w ćwierćfinałach i pierwszej rundzie. Brał też udział w igrzyskach olimpijskich w Amsterdamie w 1928, gdzie był piąty w szpadzie drużynowej i szabli drużynowej. W szabli indywidualnej odpadł w pierwszej rundzie.
Zdobył brązowe medale w szpadzie indywidualnie na mistrzostwach świata w Paryżu (1921) i w szabli indywidualnie na mistrzostwach świata w Hadze (1923) (oficjalnie zawody tego cyklu rozgrywane są pod tą nazwą dopiero od 1937).
Był wojskowym, w 1918 awansowany na kapitana. W 1925 roku kierował pracami przy odbudowie Borculo po przejściu tornada, za co rok później został odznaczony Orderem Oranje-Nassau.